# Torpanäsets naturreservat
Torpanäset är ett naturreservat i Tranemo kommun i Västra Götalands län.
Området är skyddat sedan 2002 och är 159 hektar stort. Det är beläget mellan Torpa stenhus och Länghem, mellan sjöarna Yttre Åsunden och Torpasjön. 
Torpanäset domineras av gammal hedartad ekskog. Där finns även björk, gran, hassel och flera slag av ädla lövträd.  På våren bildar vit- och blåsippor tjocka mattor under mäktiga ekar. Mellan lövträdsområden finns åkerstycken. Inom reservatet finns många rödlistade lavar, svampar och vedinsekter. I de gamla grova ekarna har man hittat den ovanliga skabaggen svart guldbagge. Även läderbagge förekommer. Här finns också en rik markflora.
Delar av näset tillhör den s.k. Ulricehamnsåsen. 
Gården Hofsnäs ägs av Borås kommun och används för det rörliga friluftslivet. 
Reservatet förvaltas av Västkuststiftelsen och Borås kommun.
Området ingår i EU:s ekologiska nätverk av skyddade områden, Natura 2000.

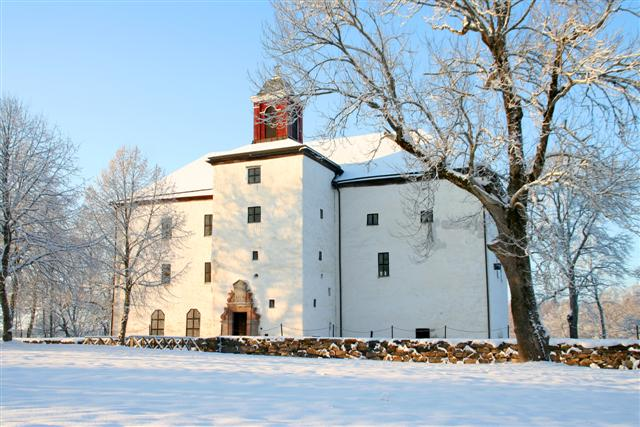
Torpa stenhus
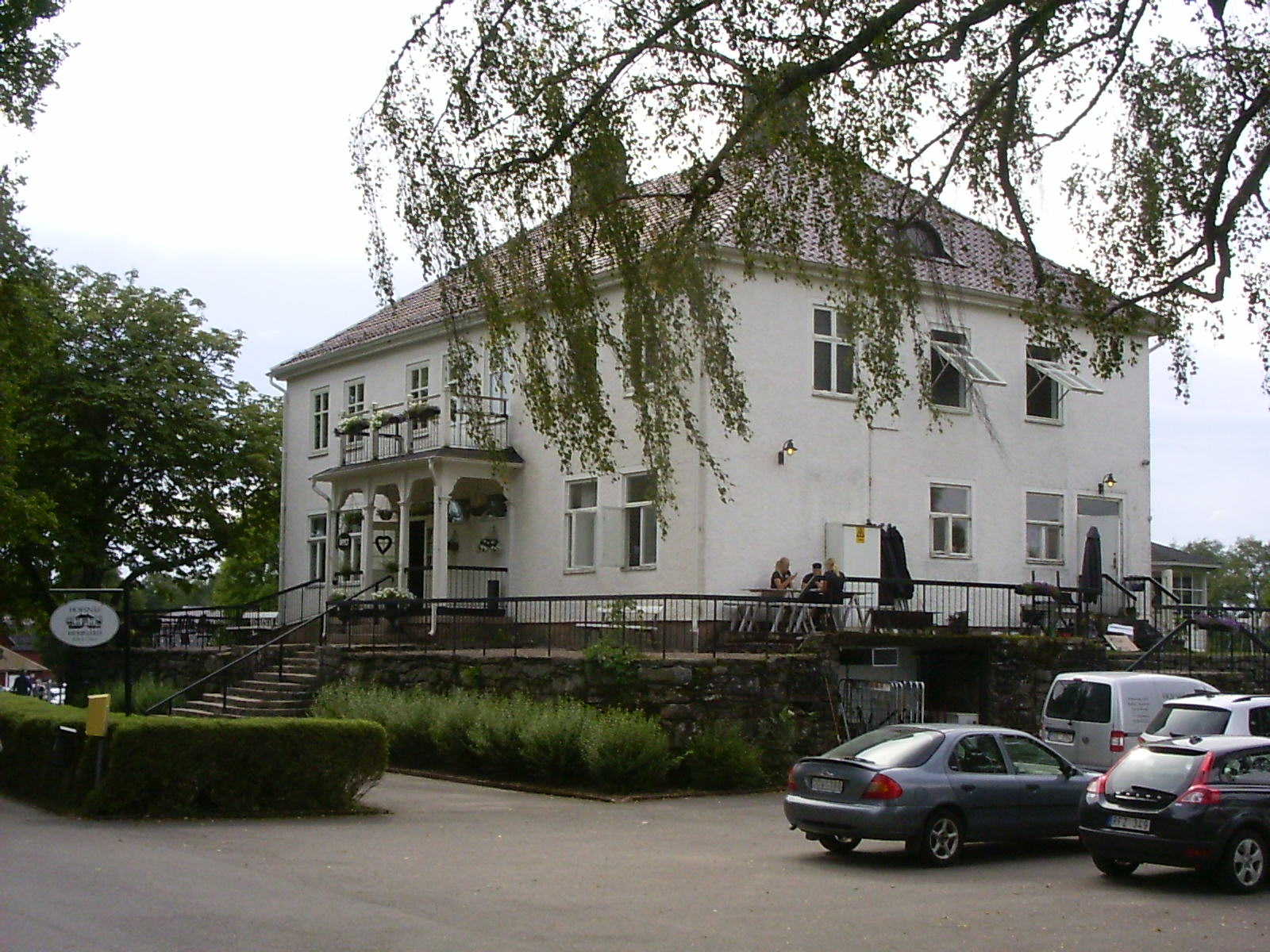
Hofsnäs herrgård